# Itakura Katsuaki
Itakura Katsuaki est un nom japonais traditionnel ; le nom de famille (ou le nom d'école), Itakura, précède donc le prénom (ou le nom d'artiste).
Itakura Katsuaki (板倉 勝晙, 24 septembre 1784-13 août 1804) est le 5e daimyo Itakura du domaine de Bitchū-Matsuyama. Katsuaki est le 4e fils d'Itakura Katsumasa dont il hérite du titre en 1801. Sa mère est la fille de Toda Ujihide, daimyo du domaine d'Ōgaki.

## Source de la traduction
- (en) Cet article est partiellement ou en totalité issu de l’article de Wikipédia en anglais intitulé « Itakura Katsuaki » (voir la liste des auteurs).